# Dulce María Loynaz

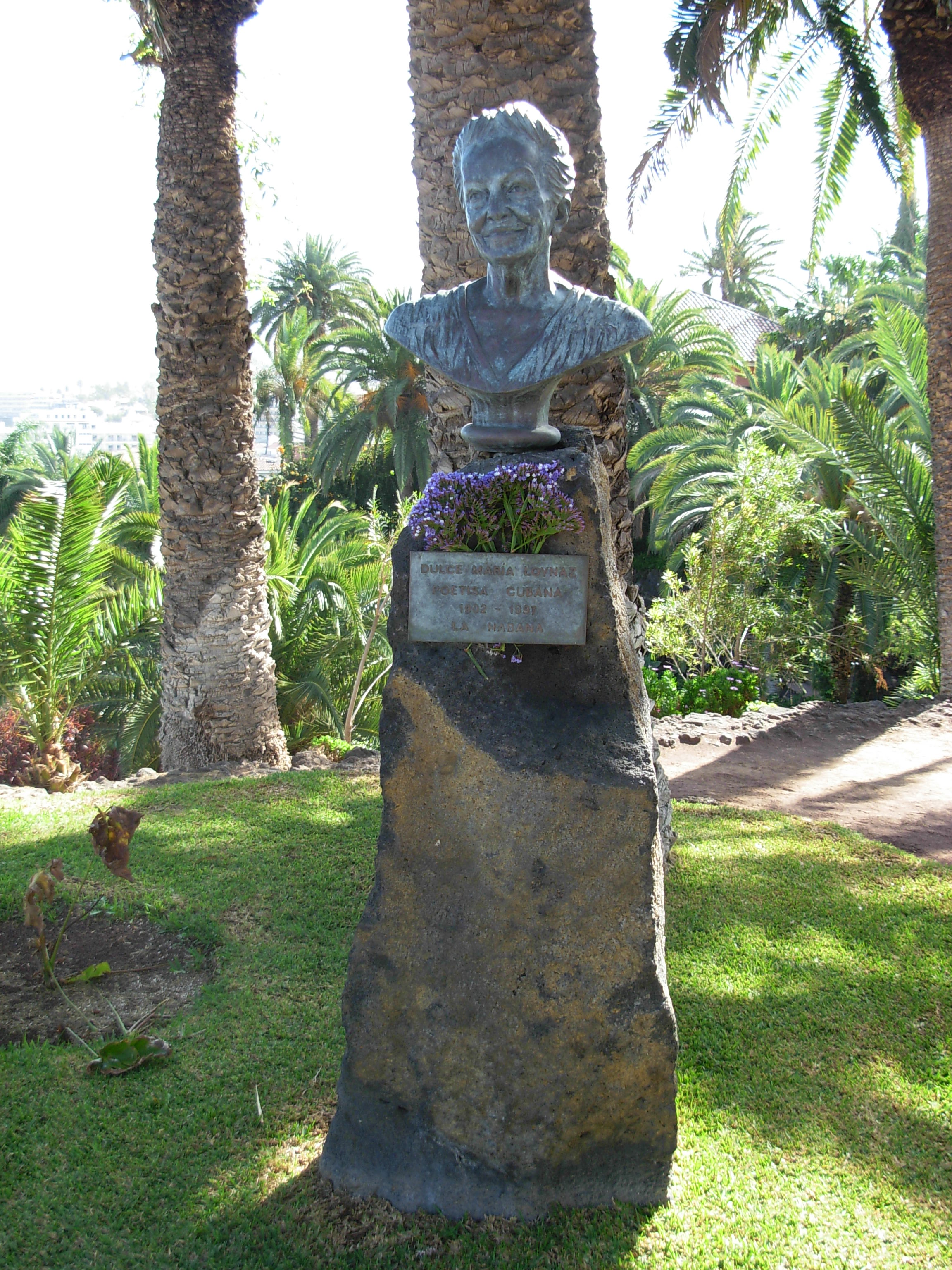
Pomnik Dulce Marii Loynaz w Puerto de la Cruz na Teneryfie

Dulce María Loynaz (ur. 10 grudnia 1903 w Hawanie, zm. 27 kwietnia 1997 tamże) – kubańska poetka.

## Życiorys
Była córką generała Enrique Loynaza del Castillo, bohatera powstania antyhiszpańskiego na Kubie. Pozycja jej rodziny pozwoliła Dulce nawiązać znajomości z licznymi hiszpańskojęzycznymi pisarzami, m.in. Federico García Lorcą, Gabrielą Mistral, Alejo Carpentierem oraz Juanem Ramónem Jiménezem. W 1927 roku uzyskała stopień doktora prawa cywilnego na Uniwersytecie w Hawanie, ale rzadko zajmowała się praktyką prawniczą. Odbyła liczne podróże, do Stanów Zjednoczonych, Europy i na Bliski Wschód.
Jej pierwszy poemat został opublikowany w piśmie La Nacion. W latach 50. regularnie publikowała w  czasopismach El País oraz Excélsior. W 1987 roku otrzymała kubańską nagrodę literacką Premio Nacional de Literatura de Cuba, a w 1992 roku  Nagrodę Cervantesa.
Dwukrotnie wychodziła za mąż, jej pierwszym mężem był spokrewniony z nią Enrique Quesada Loynaz; pobrali się w 1938 roku, a rozwiedli w 1943. Po raz drugi wyszła za mąż w 1946 roku, za dziennikarza Pablo Alvareza de Caña. Po wybuchu rewolucji kubańskiej Dulce María Loynaz zdecydowała się pozostać w Hawanie, podczas gdy jej mąż opuścił Kubę, powrócił do żony w 1974 roku, gdy był śmiertelnie chory, wkrótce zmarł.

## Twórczość
- Versos  (1950)
- Juegos de agua  (1951)
- Poemas sin nombre  (1953)
- Ultimos días de una casa  (1958)
- Poemas escogidos  (1985)
- Poemas náufragos  (1991)
- Bestiarium (1991)
- Finas redes (1993)
- La novia de Lázaro (1993)
- Poesía completa (1993)
- Melancolía de otono (1997)
- La voz del silencio (2000)
- El áspero sendero (2001)